# Maria Caniglia
Maria Caniglia (Napoli, 5 maggio 1905 – Roma, 16 aprile 1979) è stata un soprano italiano.

## Biografia
Nata da famiglia con origini abruzzesi, studiò al Conservatorio di San Pietro a Majella di Napoli con Agostino Roche, debuttando nel 1930 al Teatro Regio di Torino come Crisotemide in Elektra.
Nello stesso anno fu Magda ne La campana sommersa di Ottorino Respighi a Genova, Elsa in Lohengrin a Roma ed esordì alla Scala di Milano ne Lo straniero di Ildebrando Pizzetti. Cantò regolarmente nelle stagioni scaligere fino al 1951. Si esibì poi a Parigi, Bruxelles, Salisburgo, Londra e in Sudamerica (Buenos Aires, Rio de Janeiro). Apparve inoltre, sempre dal 1938, al Metropolitan Opera di New York con Otello, Aida, Falstaff, Simon Boccanegra e Tosca. La guerra interruppe le presenze al Met, mentre apparve in seguito a Berlino, Zagabria, Lubiana e in altre città europee. Chiuse la carriera nel 1959 al Cairo con Tosca.
Fu tra i maggiori soprani drammatici tra gli anni trenta e quaranta, affrontando il repertorio verdiano (oltre ai titoli già citati, Un ballo in maschera, La forza del destino, Don Carlo e la ripresa di Oberto, Conte di San Bonifacio nel 1951 alla Scala) e, forse ancor più caratterizzante per la sua arte, l'opera verista (Andrea Chénier, Fedora, Adriana Leucovreur, Francesca da Rimini). Frequentò anche il repertorio moderno, contribuendo a "creare" i ruoli di Manuela ne La notte di Zoraima di Montemezzi, Rosanna in Cyrano de Bergerac di Alfano, Lucrezia nell'omonima opera di Respighi.
Ebbe al fianco i maggiori artisti del tempo, tra cui in particolare Beniamino Gigli e Gino Bechi, con i quali formò, sia in teatro che in disco, un terzetto molto popolare negli anni quaranta, soprannominato scherzosamente il "Trio Lescano".
Nel 1939 sposò il compositore e direttore d'orchestra Pino Donati, del quale rimase vedova nel 1975.
Nel 2001 il comune di Sulmona le intitolò il teatro comunale.

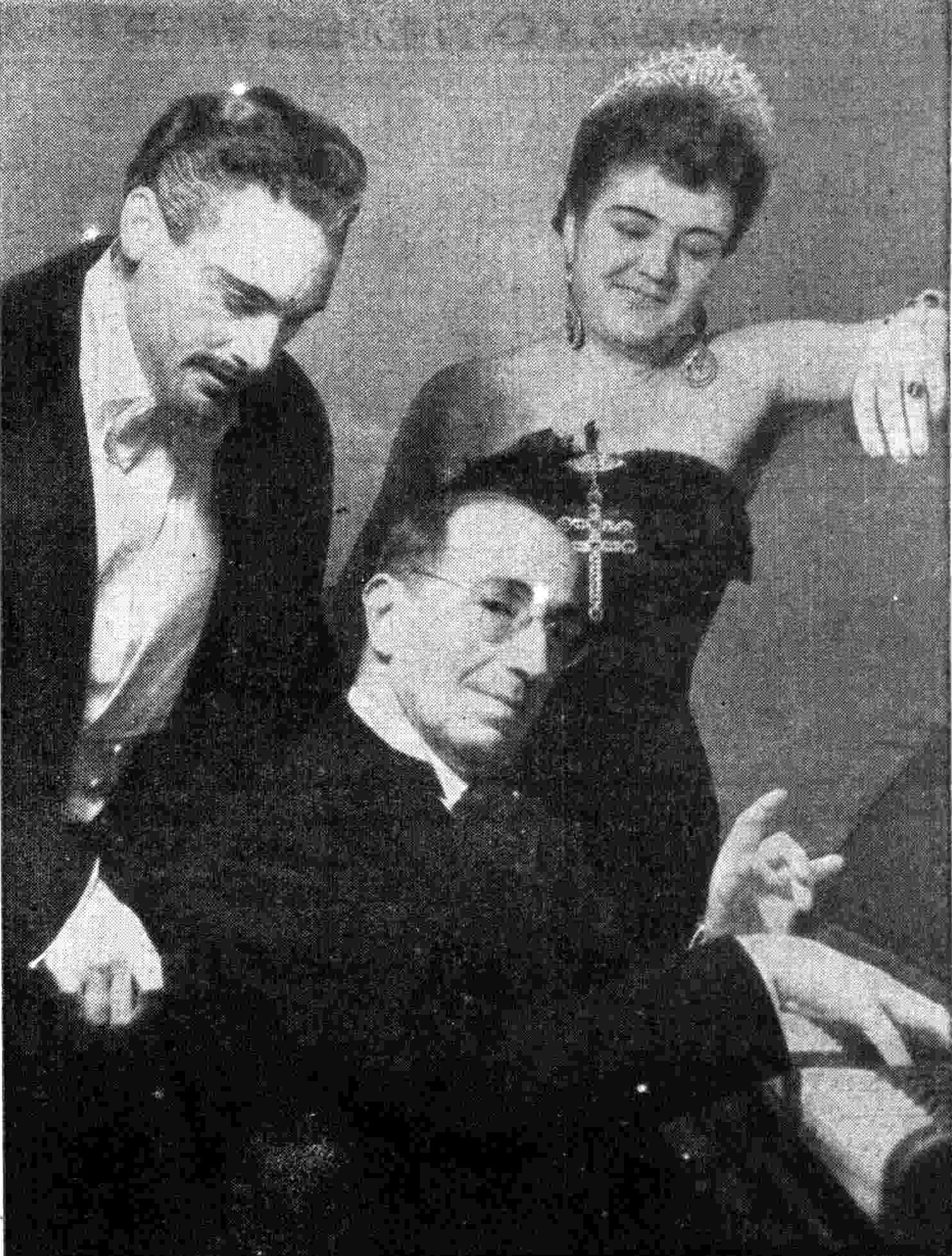
Gabriele Santini dà suggerimenti a Mario Del Monaco e Maria Caniglia in un intervallo di Fedora a Roma, 1947 circa

## Repertorio
| Ruolo                   | Titolo                          | Autore           |
| ----------------------- | ------------------------------- | ---------------- |
| Rossana                 | Cyrano de Bergerac              | Alfano           |
| Norma                   | Norma                           | Bellini          |
| Margherita              | Mefistofele                     | Boito            |
| Wally                   | La Wally                        | Catalani         |
| Adriana Lecouvreur      | Adriana Lecouvreur              | Cilea            |
| Gloria                  | Gloria                          | Cilea            |
| Paolina                 | Poliuto                         | Donizetti        |
| Ifigenia                | Ifigenia in Tauride             | Gluck            |
| Maddalena di Coigny     | Andrea Chénier                  | Giordano         |
| Fedora                  | Fedora                          | Giordano         |
| Stefania                | Siberia                         | Giordano         |
| Margherita              | Faust                           | Gounod           |
| Santuzza                | Cavalleria rusticana            | Mascagni         |
| Maria                   | Guglielmo Ratcliff              | Mascagni         |
| Rosaura                 | Le maschere                     | Mascagni         |
| Parisina                | Parisina                        | Mascagni         |
| Carlotta                | Werther                         | Massenet         |
| Sélika                  | L'africana                      | Meyerbeer        |
| Manuela                 | La notte di Zoraima             | Montemezzi       |
| Colombina               | Basi e Bote                     | Pick-Mangiagalli |
| Maria                   | Lo straniero                    | Pizzetti         |
| Gioconda                | La Gioconda                     | Ponchielli       |
| Manon Lescaut           | Manon Lescaut                   | Puccini          |
| Mimì                    | La bohème                       | Puccini          |
| Floria Tosca            | Tosca                           | Puccini          |
| Minnie                  | La fanciulla del West           | Puccini          |
| Liù                     | Turandot                        | Puccini          |
| Magda                   | La campana sommersa             | Respighi         |
| Maria                   | Maria Egiziaca                  | Respighi         |
| Lucrezia                | Lucrezia                        | Respighi         |
| Matilde d'Asburgo       | Guglielmo Tell                  | Rossini          |
| Giulia                  | La Vestale                      | Spontini         |
| Crisotemide             | Elettra                         | Strauss          |
| Leonora                 | Oberto, conte di San Bonifacio  | Verdi            |
| Abigaille               | Nabucco                         | Verdi            |
| Luisa Miller            | Luisa Miller                    | Verdi            |
| Gilda                   | Rigoletto                       | Verdi            |
| Leonora                 | Il trovatore                    | Verdi            |
| Violetta Valéry         | La traviata                     | Verdi            |
| Amelia Grimaldi         | Simon Boccanegra                | Verdi            |
| Amelia                  | Un ballo in maschera            | Verdi            |
| Donna Leonora di Vargas | La forza del destino            | Verdi            |
| Elisabetta di Valois    | Don Carlo                       | Verdi            |
| Aida                    | Aida                            | Verdi            |
| Desdemona               | Otello                          | Verdi            |
| Mrs Alice Ford          | Falstaff                        | Verdi            |
| Senta                   | L'olandese volante              | Wagner           |
| Elsa di Brabante        | Lohengrin                       | Wagner           |
| Eva                     | I maestri cantori di Norimberga | Wagner           |
| Francesca da Polenta    | Francesca da Rimini             | Zandonai         |

## Discografia

### Incisioni in studio
- Tosca, con Beniamino Gigli, Armando Borgioli, dir. Oliviero De Fabritiis - EMI 1938
- Messa di requiem, con Beniamino Gigli, Ebe Stignani, Ezio Pinza, dir. Tullio Serafin - EMI 1939
- La forza del destino, con Galliano Masini, Carlo Tagliabue, Tancredi Pasero, Ebe Stignani, dir. Gino Marinuzzi - Cetra 1941
- Andrea Chenier, con Beniamino Gigli, Gino Bechi, dir. Oliviero De Fabritiis - EMI 1941
- Un ballo in maschera, con Beniamino Gigli, Gino Bechi, Fedora Barbieri, dir. Tullio Serafin - EMI 1943
- Aida, con Beniamino Gigli, Ebe Stignani, Gino Bechi, Tancredi Pasero, dir. Tullio Serafin - EMI 1946
- Fedora, con Giacinto Prandelli, Scipio Colombo, dir. Mario Rossi - Cetra 1950
- Francesca da Rimini, con Giacinto Prandelli, Carlo Tagliabue, Ornella Rovero, dir. Antonio Guarnieri - Cetra 1950
- Don Carlo, con Mirto Picchi, Nicola Rossi-Lemeni, Paolo Silveri, Ebe Stignani, dir. Fernando Previtali - Cetra 1951
- Tosca (film, solo voce), con Franco Corelli, Giangiacomo Guelfi, dir. Oliviero De Fabritiis - BCS/Hardy Classic 1956

### Registrazioni dal vivo

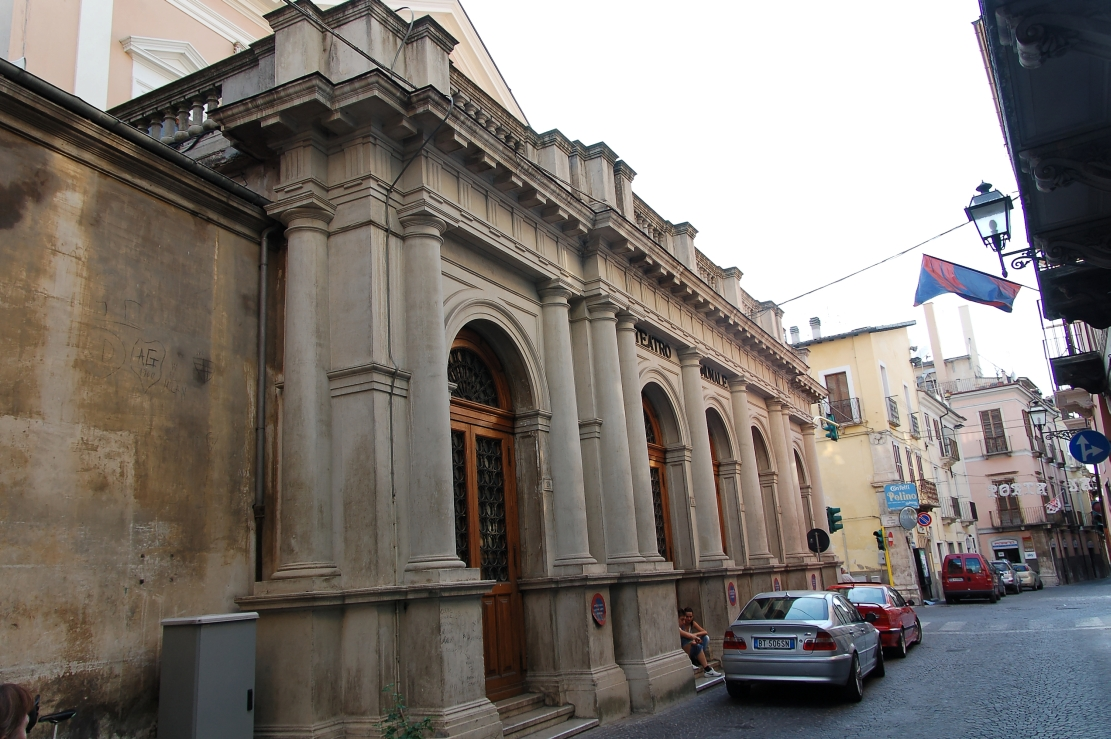
Teatro comunale di Sulmona, intitolato alla Caniglia

- Otello, con Giovanni Martinelli, Lawrence Tibbett, dir. Ettore Panizza - Met 1938 ed. GOP/Bensar
- Aida, con Beniamino Gigli, Ebe Stignani, Armando Borgioli, Corrado Zambelli, dir. Thomas Beecham - Londra 1939 ed. Eklipse/Arkadia/Cantus Classic
- La traviata, con Beniamino Gigli, Mario Basiola, dir. Vittorio Gui - Londra 1939 ed. EJS/Eklipse/Arkadia
- Un ballo in maschera, con Galliano Masini, Carlo Tagliabue, Cloe Elmo, dir. Gino Marinuzzi - Roma 1941 c. ed. Gala
- Adriana Lecouvreur (selez.), con Beniamino Gigli, Fedora Barbieri, dir. Ettore Panizza - Buenos Aires 1948 ed. Charles Handelman